# Scorodophloeus fischeri
Scorodophloeus fischeri es una especie de fanerógamas perteneciente a la familia Fabaceae. Es originaria de África oriental.

## Descripción
Es un árbol que alcanza un tamaño de 6-25 m de altura en Kenia, Tanzania y Mozambique.

## Ecología
Se encuentra en los bosques secos siempreverdes y fluviales, a veces en las praderas arboladas, a una altitud de 30-670 metros.

## Taxonomía
Scorodophloeus fischeri fue descrita por (Taub.) J.Leonard y publicado en Bulletin du Jardin Botanique de l'État à Bruxelles 21: 419. 1951.
Sinonimia
- Theodora fischeri Taub.[3]